# 北梁州
北梁州，中国古代的州。
南朝梁置北梁州，治所在西城县（今陕西安康市西北四里汉水北岸中渡台），辖境相当今陕西省安康、平利、洋县等市县及湖北省郧阳。南朝梁大同元年（535年）梁朝收复天监三年（503年）失陷北魏的汉中郡，在汉中郡设北梁州，治所在汉中郡（今陕西汉中市）。改西城县的北梁州置南梁州。（553年），北梁州归西魏，西魏废帝改南梁州为東梁州。